# Sonja Norwood
Sonja Norwood (* 1951, bürgerlich Sonja Bates-Norwood) ist eine US-amerikanische Filmproduzentin und Managerin. Sie war unter anderem als ausführende Produzentin für die Sitcom Moesha tätig.

## Lebenslauf
Norwood ist Mutter von zwei Kindern und die Ehefrau des Gospel-Interpreten Willie Norwood. Gemeinsam lebten sie in den 1970ern eine Zeitlang in Los Angeles, wo ihr Mann eine Karriere als Musiker anstrebte, zogen jedoch Ende der 1970er nach McComb, Mississippi, wo sie zwei Kinder zur Welt brachte. Um ihren Kindern eine Karriere im Show Business zu ermöglichen, zog die Managerin vier Jahre nach der Geburt ihres ersten Kindes Brandy nach Hollywood, Los Angeles zurück. Dort gelang es beiden, auch Sohn Ray J, in der Unterhaltungsindustrie Fuß zu fassen. So ergatterte die Tochter Brandy die Hauptrolle in der TV-Serie Moesha, welche Norwood auch von 1996 bis 2001 produzierte. Es folgte als weitere Produktion der Fernsehfilm Double Platinum – Doppelplatin! mit Diana Ross. 2002 war sie neben ihrer Tochter Brandy und dem Produzenten Robert „Big Bert“ Smith Star der Reality-TV-Serie Brandy: Special Delivery, einem The-Osbournes-Spinoff. Im selben Jahr folgt ein Auftritt bei Talkshow-Queen Oprah Winfrey.
Zuletzt erschien sie in der Sendung ihres Sohnes For the Love of Ray J, in welcher sie auch als Executive Producer agiert. In der Doku-Serie Brandy & Ray J: A Family Business wurde ihr Leben, neben dem ihres Mannes und ihrer Kinder, in elf Folgen dokumentiert. Des Weiteren war Norwood 2008 vermehrt in den Schlagzeilen, da sie eine Klage eingereicht hatte, in der sie Kim Kardashian, die Ex-Freundin ihres Sohnes Ray J, beschuldigt, rund $120.000 unberechtigt verwendet zu haben. Norwood habe Kim eine American-Express-Karte gegeben, die diese unberechtigterweise mit ihren Geschwistern geteilt habe, und sie zusammen zwischen 2006 und 2007 Tausende von Dollar ausgaben.

## Filmografie

### Reality-TV
- 2002: Brandy: Special Delivery  (Hauptfigur, 4 Folgen)
- 2009–2010: For The Love of Ray J (2 Gastauftritte)
- 2010–2011: Brandy & Ray J: A Family Business  (Hauptfigur, 2 Staffeln)

### Als Produzentin
- 1996–2001: Moesha
- 1999: Double Platinum – Doppel Platin!
- 2009–2010: For The Love of Ray J